# Almanzor
Almanzor (938/939? Algeciras – 8. srpna/9. srpna? 1002 Medinaceli), též Almansor (celým jménem arabsky: أبو عامر محمد بن عبد الله بن أبي عامر الحاجب المنصور‎, DMG Abū ʿĀmir Muḥammad b. ʿAbd Allāh b. Abī ʿĀmir, zvaný المنصور بالله‎, al-Manṣūr bi-llāh, doslova S Bohem vítězný), vládl mezi roky 978 až 1002, tedy 24 let jako de facto vládce muslimského chalífátu v Iberii (Al-Andalus). Vládl jako regent za nezletilého Hišáma II. z dynastie Umajjovců.

## Počátky
Almanzor se narodil jako Muhammad ibn Abí Ámir do vznešené rodiny, pocházející z Jemenského království, arabského suverénního státu v západní Asii na jižním konci Arabského poloostrova. Do Córdoby přišel jako student práv a literatury. Během několika let se Almanzor vymanil z této nízké pozice a stal se de facto vládcem córdobského chalífátu. Chalífa al-Hakam II. zemřel v roce 976. Jeho synovi a nástupci Hišámu II. bylo v té době pouhých 11 let. Hišámova matka Shub proto požádala ibn Abí Ámira, aby do doby dospělosti jejího syna vládl jako regent. Almanzor měl na Subh velký vliv. O dva roky později se stal hadžibem (arabsky hajib byl titul úředníka na úrovni vezíra). Během následujících tří let Almanzor upevnil svou moc. Rozšířil palác Medina Azahara na okraji Córdoby a současně zcela izoloval mladého chalífa, který se stal v podstatě vězněm v Medině Azahara. Po al-Hakamově smrti Almanzor zničil jeho obrovskou knihovnu, obsahující snad až 600 000 svazků, neboť podle něj obsahovala pouze starověké vědy.

## Válečné výpravy

Mapa Almanzrových tažení

V roce 981, po návratu do Córdoby z bitvy u Torrevicente, ve které porazil svého posledního zbývajícího soupeře (a tchána) Ghaliba al-Nasira i, převzal titul al-Mansúr bi-lláh. V křesťanském Španělsku byl znám jako Almanzor či Al-Mansúr. Almanzor měl nyní v Al-Andalusii absolutní moc. Nejspíše aby se pozapomnělo, že si pro sebe usurpoval vládu na úkor Hišáma II., podnikal Almanzor stálé vojenské útoky na křesťanské státy poloostrova. Organizoval 57 tažení a zvítězil ve všech. Aby mohl vést tolik válek proti křesťanským státům, naverboval mnoho berberských žoldnéřů, kteří v průběhu času narušili politický řád.
Ačkoli Almanzor bojoval hlavně proti království León a Kastilie, vydrancoval v roce 985 i Barcelonu. V roce 988 vyplenil Santiago de Compostela v Galicii a v roce 997 španělský León, přičemž katedrální zvony nechal roztavit pro lucerny pro velkou mešitu v Córdobě. Almanzor vedl několik tažení proti království Navarra, včetně jeho nejdelšího tažení, ve kterém porazil kastilskou armádu v bitvě u Cervera.
Jeho manželkou se stala Abda la Vascona z Navarry, dcera Sancha II. z Navarry, kterého propustil ze zajetí a který konvertoval k islámu. Porodila mu syna, Abd al-Rahmana, jenž převzal na důkaz svého vztahu k dědečkovi jméno Abd al-Rahman Sanchuelo (Shanjoul). V roce 992 jako závazek míru mezi oběma státy se Almanzor oženil s druhou dcerou Sancha II., Teresou z Leónu. V roce 993 dal král Vermudo II. svou dceru princeznu Theresu Almanzorovi. Vermuda II. arabský historik Ibn Chaldún označil jako otroka.

## Důsledky
Kolem roku 1000 se utvořila aliance křesťanských vládců Pyrenejského poloostrova proti Almanzorovi jako důsledek jeho vítězných tažení. Jeho nástupcem byl jeho syn Abd al-Malik al-Muzaffar, který ovládal Al-Andalus jako hajib až do své smrti v roce 1002. Po pádu Abd al-Malika převzal vládu jeho ambiciózní nevlastní bratr Abd al-Rahman Sanchuelo. Ten se pokusil chalífát definitivně usurpovat pro sebe, neboť Al-Mansur učinil z právoplatného vládce Hišáma II. jen pouhou loutku. Tímto krokem zatáhl zemi do občanské války a chalifát se nakonec rozpadl. Po pádu córdobského chalífátu se vytvořila drobná, spolu soupeřící království Taifa. Po Almanzorovi je pojmenována nejvyšší hora ve středním Španělsku, Pico Almanzor v Sierra de Gredos v provincii Ávila s výškou 2591 metrů.

## Další nositelé jména
- Almansor – jméno několika panovníků Saracénů, např.
  - Almansor = Abū Ṣalīḥ Manṣūr ibn Isḥāq = perský panovník v Rey na přelomu 9. a 10. století
  - Ismail Al-Mansor byl kalífem Fatimidů v letech 946–953
  - Al-Mansur byl panovníkem Ajjúbidů v letech 1198–1201
  - Muhammad II. Al-Mansor byl sultánem Mamlúků v letech 1361–1363
- Almansor – titulní postava stejnojmenného dramatu Heinricha Heine